# Чемерский сельский совет
Чемерский сельский совет (укр. Чемерська сільська рада) — административно-территориальная единица и орган местного самоуправления в Козелецком районе Черниговской области. Административный центр — село Чемер.

## Общие сведения
- Население сельсовета: 1 971 чел. (по состоянию на 2001 год)

## Населённые пункты
| Русский | Украинский | Статус | Площадь   | Население    |
| ------- | ---------- | ------ | --------- | ------------ |
| Чемер   | укр. Чемер | село   | 5,965 км² | 1 971 (2001) |

## Состав совета
Совет состоит из 38 депутатов и главы.
- Председатель совета — Григорий Владимироваич Кузьменко[2]
- Секретарь Совета— Лидия Ильинична Запека[2]

### Руководящий состав предыдущих созывов[3][4]
| ФИО                              | Основные сведения                                                             | Дата избрания        | Дата прекращения полномочий |
| -------------------------------- | ----------------------------------------------------------------------------- | -------------------- | --------------------------- |
| Григорий Владимироваич Кузьменко | Сельский голова, 1955 года рождения, высшее образование, член Народной партии | 26 марта 2006 года   | 31 октября 2010 года        |
| Григорий Владимироваич Кузьменко | Сельский голова, 1955 года рождения, высшее образование, член Партии регионов | 31 октября 2010 года |                             |

### Депутаты
По результатам местных выборов 2020 года депутатами Рады стали:
| Субъект выдвижения                                    | Количество избранных депутатов | %    |
| ----------------------------------------------------- | ------------------------------ | ---- |
| Политическая партия «Партия регионов»                 | 6                              | 37,5 |
| Самовыдвижение                                        | 5                              | 31,3 |
| Политическая партия «Народная партия»                 | 4                              | 25   |
| Политическая партия «Социалистическая партия Украины» | 1                              | 6,3  |

| № округа                        | ФИО                             | Дата избрания      | Образование         | Сведения об избранном депутате                |
| ------------------------------- | ------------------------------- | ------------------ | ------------------- | --------------------------------------------- |
| Народная Партия                 |                                 |                    |                     |                                               |
| 6                               | Александр Васильевич Дорошенко  | 1 ноября 2010 года | Среднее             | Чемерский спиртзавод, старший мастер          |
| 11                              | Ольга Ивановна Лутошкина        | 1 ноября 2010 года | Среднее специальное | Чемерский участковая больница, медсестра      |
| 13                              | Людмила Михайловна Тарасюк      | 1 ноября 2010 года | Высшее              | ООО "Чемер", секретарь                        |
| 14                              | Тамара Дмитриевна Безнощенко    | 1 ноября 2010 года | Среднее специальное | Чемерский спиртзавод, инженер                 |
| Партия регионов                 |                                 |                    |                     |                                               |
| 3                               | Валерий Андреевич Череда        | 1 ноября 2010 года | Среднее специальное | Чемерский участковая больница, завхоз         |
| 4                               | Татьяна Анатольевна Кузьменко   | 1 ноября 2010 года | Высшее              | Чемерская общеобразовательная школа, учитель  |
| 7                               | Юрий Иванович Шеремет           | 1 ноября 2010 года | Высшее              | ООО «Чемер», бригадир тракторной бригады      |
| 8                               | Наталья Михайловна Мухина       | 1 ноября 2010 года | Среднее специальное | Чемерский участковая больница, фельдшер       |
| 9                               | Валентина Викторовна Брагинец   | 1 ноября 2010 года | Высшее              | Чемерский сельский совет, библиотекарь        |
| 12                              | Лидия Ильинична Запека          | 1 ноября 2010 года | Среднее специальное | Чемерский сельский совет, землеустроитель     |
| Социалистическая партия Украины |                                 |                    |                     |                                               |
| 2                               | Анна Ивановна Романчук          | 1 ноября 2010 года | Высшее              | Чемерская общеобразовательная школа, директор |
| Самовыдвижение                  |                                 |                    |                     |                                               |
| 1                               | Лидий Николаевна Лутошкина      | 1 ноября 2010 года | Высшее              | Чемерский спиртзавод, заведующий отделом      |
| 5                               | Надия Ивановна Потапенко        | 1 ноября 2010 года | Среднее специальное | ООО «Чемер», экономист                        |
| 10                              | Владимир Анатольевич Чмут       | 1 ноября 2010 года | Высшее              | Пенсионер                                     |
| 15                              | Нина Николаевна Рычок           | 1 ноября 2010 года | Среднее специальное | Чемерский спиртзавод, бухгалтер               |
| 16                              | Валентина Николаевна Бескровная | 1 ноября 2010 года | Высшее              | Чемерский спиртзавод, бухгалтер               |